# Rodrigo Bogarín
Rodrigo Manuel Bogarín Giménez (Lambaré, 22 gennaio 1998) è un calciatore paraguaiano, centrocampista del Querétaro in prestito dal Defensa y Justicia.

## Caratteristiche tecniche
È un esterno destro.

## Carriera

### Club
Ha giocato nella prima divisione paraguaiana ed in quella argentina.

### Nazionale
Con la nazionale Under-20 paraguaiana ha preso parte al Sudamericano Under-20 2017.

## Palmarès

### Club

#### Competizioni nazionali
- Campionato paraguaiano: 1

Guaraní: Clausura 2016